# Thomas E. Scroggy

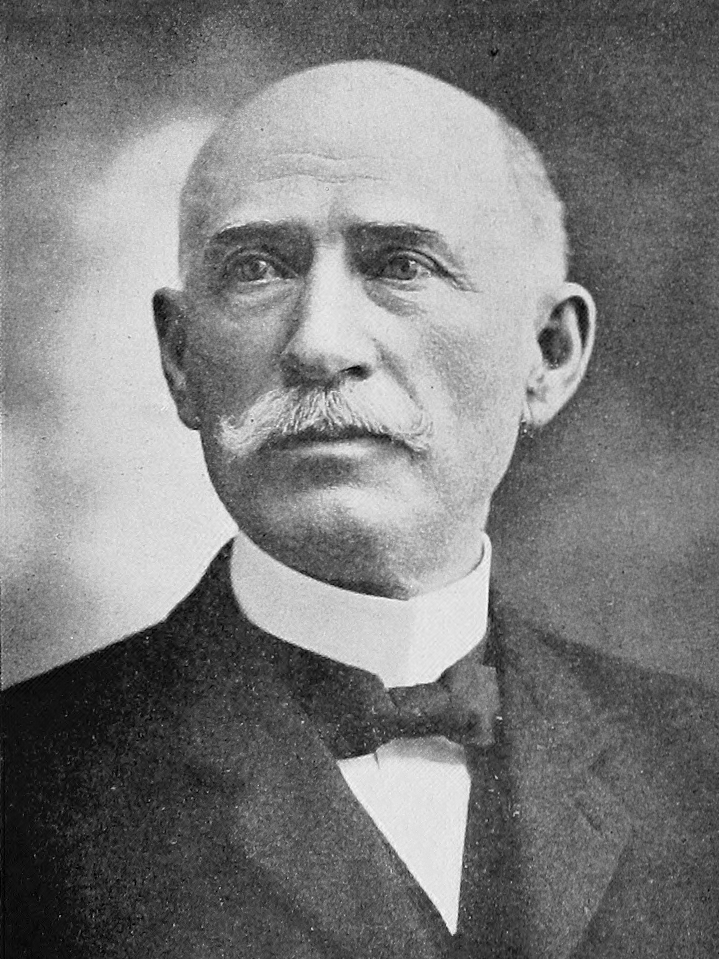
Thomas E. Scroggy

Thomas Edmund Scroggy (* 18. März 1843 in Harveysburg, Warren County, Ohio; † 6. März 1915 in Tulsa, Oklahoma) war ein US-amerikanischer Politiker. Zwischen 1905 und 1907 vertrat er den Bundesstaat Ohio im US-Repräsentantenhaus.

## Werdegang
Thomas Scroggy besuchte die öffentlichen Schulen seiner Heimat und war danach im Handwerk tätig. Zwischen 1861 und 1865 diente er während des Bürgerkrieges als Soldat im Heer der Union. Danach arbeitete er in Xenia im Einzelhandel. 1869 wurde er für ein Jahr zum dortigen Friedensrichter gewählt. Nach einem Jurastudium und seiner 1871 erfolgten Zulassung als Rechtsanwalt begann er in Xenia in diesem Beruf zu praktizieren. In dieser Zeit war er jeweils für drei Amtszeiten Gemeindediener und juristischer Berater. In den Jahren 1898 und 1904 war er Berufungsrichter. Politisch schloss er sich der Republikanischen Partei an.
Bei den Kongresswahlen des Jahres 1904 wurde Scroggy im sechsten Wahlbezirk von Ohio in das US-Repräsentantenhaus in Washington, D.C. gewählt, wo er am 4. März 1905 die Nachfolge von Charles Q. Hildebrant antrat. Da er im Jahr 1906 auf eine weitere Kandidatur verzichtete, konnte er bis zum 3. März 1907 nur eine Legislaturperiode im Kongress absolvieren. Nach seiner Zeit im US-Repräsentantenhaus war Scroggy wieder als Anwalt tätig. Im Jahr 1912 zog er nach Tulsa, wo er am 6. März 1915 starb. Er wurde in Xenia beigesetzt.